# Вилађо Сан Ђузепе
Вилађо Сан Ђузепе је насеље у Италији у округу Катанија, региону Сицилија.
Према процени из 2011. у насељу је живело 8 становника. Насеље се налази на надморској висини од 449 м.